# Sy Weintraub
Seymour „Sy“ George Weintraub (* 28. Mai 1923 in New York City, Vereinigte Staaten; † 3. April 2000 in Beverly Hills) war ein US-amerikanischer Journalist, Filmfirmenmanager und Filmproduzent.

## Leben und Wirken
Seymour, genannt Sy, Weintraub hatte gleich nach dem Zweiten Weltkrieg an der University of Missouri Journalismus studiert und 1947 mit einem Bachelor of Arts abgeschlossen. Anschließend ließ er sich am American Theatre Wing in seiner Heimatstadt New York fortbilden. Mit Kollegen gründete Sy Weintraub 1949 seine erste Fernsehproduktionsfirma, die Flamingo Films Inc. Mit dieser Firma brachte er in den 1950er Jahren Superman und Grand Ole Opry als Fernsehprogramme heraus.
1958 kaufte Weintraub von Sol Lesser dessen Filmproduktionsfirma und erwarb damit zugleich die Verfilmungsrechte an den Tarzan-Geschichten. Infolgedessen wurde Weintraub auch bei den ab 1959 gedrehten Tarzan-Kinofilmen als Produzent im Vorspann genannt. Bei der auch im Deutschland der frühen 1970er Jahre beliebten Fernsehserie um den Dschungelhelden mit Ron Ely in der Titelrolle zeichnete Weintraub als Herstellungsleiter (executive producer) verantwortlich. Weintraubs Film-Tarzans wurden von der weiblichen Hauptfigur Jane befreit und entstanden an malerischen Locations in Kenia, Mexiko, Thailand und Indien. Seine Urwaldhelden-Interpreten hatten oftmals eine Karriere als Berufssportler hinter sich und galten schauspielerisch als eher unbedarft. Bereits gegen Ende der 1960er Jahre war seine Produzentenkarriere de facto zu Ende. Lediglich 1983 kehrte Weintraub mit zwei Sherlock-Holmes-Fernsehverfilmungen als Herstellungsleiter wieder zur Filmherstellung zurück.
Seit den 1970er Jahren ist Weintraub vor allem mit Manager-, Funktionärs- und Verwaltungsposten in Erscheinung getreten. So war er beispielsweise Vorsitzender der Panavision Inc., Vorstandsmitglied und Präsident der National General TV Corp. und Präsident vom KMGM-TV in Minneapolis. 1978 wurde er von Columbia Pictures zum Vorsitzenden von dessen Film Entertainment Group berufen und rückte zugleich als „chief executive“ in den Vorstand von Columbia Pictures Industries auf.
Der zweimal verheiratete und ebenso oft geschiedene Sy Weintraub starb im Jahre 2000 an Bauchspeicheldrüsenkrebs. Er hinterließ zwei Töchter und vier Enkelkinder.

## Filmografie
- 1959: Tarzans größtes Abenteuer (Tarzan’s Greatest Adventure)
- 1960: Tarzan, der Gewaltige (Tarzan the Magnificent)
- 1962: Tarzan erobert Indien (Tarzan Goes to India)
- 1963: Tarzans Todesduell (Tarzan’s Three Challenges)
- 1966: Tarzan und die goldene Stadt (Tarzan and the Valley of Gold)
- 1967: Tarzan am großen Fluß (Tarzan and the Great River)
- 1966–1968: Tarzan (Fernsehserie)
- 1967: Tarzan und der Dschungelboy (Tarzan and the Jungle Boy)
- 1983: Im Zeichen der Vier (The Sign of Four)
- 1983: Der Hund von Baskerville (The Hound of the Baskervilles)